# 張嘉欣
張嘉欣（英語：Jinny Chang，1975年5月8日—），台灣新聞主播、前民視新聞台主播，英國白金漢大學國際飯店管理學系畢業。2002年起擔任民視新聞台主播，2017年離開主播台。

## 經歷
- 台灣觀光協會會長的祕書
- 亞都飯店（今台北亞都麗緻大飯店）總裁嚴長壽的秘書
- 業務副理
- 民視新聞台主播（2002年－2017年）
- 民視新聞台《民視全球新聞》主播
- 民視新聞台《民視英語新聞》主播

## 家庭生活
2016年7月30日，張嘉欣和藝人庾澄慶結婚。2017年，對外宣佈產下女兒；2018年，兒子誕生。
張嘉欣胞姊張嘉和，曾經連續四年為佳麗寶拍攝廣告，曾經與藝人張信哲合演巧克力廣告，2003年與鴻霖全球運輸故董事長邱創壽之子邱垂元（Danny邱）結婚。
張嘉欣胞妹張嘉恆，曾經拍攝嬌生可伶可俐等多支廣告，曾經參演王力宏歌曲《Forever Love》音樂錄影帶。